# 斯古溪乡
斯古溪乡，是中华人民共和国四川省凉山彝族自治州雷波县曾经下辖的一个乡。2020年6月，撤销斯古溪乡，将其所属行政区域划归巴姑乡管辖。

## 行政区划
斯古溪乡撤销前下辖以下地区：
岩湾村、斯古溪村、秦家湾村和干沟村。